# مستذئبو تيارسوليو
مستذئبو تيارسوليو هي لعبة اجتماعية ترفيهية تعتمد على الملاحظة وتحليل الشخصيات ومهارة الإقناع والتستر وكذلك الاحتمالات، أنشئ الإصدار الأول منها في 2001 بواسطة فيليب دي فاليار وهارفي مارلي ونشرتها دار الألعاب الفرنسية «لوي مـام».
يتم لعب هذه اللعبة ابتداء من 8 أشخاص ينقسمون إلى فريقين:
- فريق القروين (بينهم أشخاص ذو قدرات خاصة) ويسعون للتعرف على الذئاب والتخلص منهم كليا.
- فريق المستذئبين أو الذئاب (بينهم ذئاب بقدرات خاصة) مهمتهم تصفية القرويين كليا والتخفي والحرص على أن لا يتم كشفهم وقتلهم.

تم استيحاء هذه اللعبة من اللعبة الإنجليزية «هل أنت مستذئب»  بواسطة أندرو بلوتكن في 1997 والتي بدورها تم استيحاؤها من اللعبة الروسية مافيا 1986 التي ابتكرها ديميتري دافيدوف.

## وصف
تيارسوليو قرية (وهمية) يقطنها قرويون بسطاء وتبـدو وكأنها قرية عادية، غير أنه يعيش بين سكانها مستذئبون: قرويون عاديون بالنهار يتحولون كل ليلة إلى ذئاب شرسة تفترس القرويين البسطاء، وبعد عدة هجمات أدرك القرويون أن بينهم مفترسون يتربصون بهم شرا وأن عليهم الاتحاد معـا من أجل كشفهم والقضاء عليهم قبل فوات الأوان.
كـل ما تتطلبه اللعبة هو أوراق اللعب التي تمثل كل واحدة فيها شخصية من شخصيات القرية، بالإضافة إلى اللاعبين وهم سكان القرية وعددهم يستحسن أن يكون ثمانية فأكثر وأن لا يتجاوز 22 بالإضافة إلى المضيف الذي ينظم اللعبة.

## تاريخ
لعبة المستئذب وصفت من قبل أندرو بلوتكين على شبكة الإنترنت في الولايات المتحدة في 1997. تناسبا مع موضوع المستذئبين، لعبة المافيا التي أنشأت في الاتحاد السوفياتي عام 1986 من قبل ديمتري دافيدوف. وقد لعبت العديد من المتغيرات أو اخترعت، مجانا أو لهدف تجاريي، عادة تحت عنوان منتصف أو ذئاب ضارية.
تم إنشاء نسخة لمستئذبي تيارسيليو في عام 2001 من قبل فيليب دي باليار وهيرفيه مارلي. تم نشرها من قبله.
التمديد أو التوسيع الأول يسمى «القمر الجديد»، لنفس الناشرين السابقين، ونشرت في عام 2006.
وافرج عن التمديد الثاني في عام 2009 تحت اسم «القرية». يتضمن هذا الإصدار قاعدة اللعبة، ثلاث شخصيات جديدة والمباني، ومتوافق مع إصدار «القمر الجديد».
في عام 2011 تم الإفراج عن طبعة فاخرة من اللعبة والمسماة «مستئذبو تيارسيليو»، بعد عشر سنوات. فهو يحتوي على كل الشخصيات من الإصدارين السابقين من اللعبة في علبة ذات حجم أكبر نوعا ما. ميدالية القائد أصبحت حقيقة عوضا عن مجرد بطاقة.
اعتبارا من 12 أكتوبر 2012، تم إصدار التمديد 3 «شخصيات»... تم إضافة مستئذبين جدد في هذا التمديد.
منذ أواخر أغسطس 2014، وجد اتفاق... هذا الاتفاق يجمع كل الإصدارات (قاعدة اللعبة، القمر الجديد، القرية والشخصيات)، بطاقات كلها من الورق المقوى لتتناسب مع المباني الموجودة في القرية.

## الإصدار الأصلي: مستذئبو تيارسوليو

### مكونات اللعبة الأساسية
يتكون الإصدار الأول من 25 ورقة:
- 4 بطاقات مستذئبين
- 13 بطاقة قرويين بسطاء
- 1 بطاقة عمدة القرية
- 1 بطاقة عرّافة
- 1 بطاقة ساحرة
- 1 بطاقة صياد
- 1 بطاقة سارق
- 1 بطاقة كيوبيد
- 1 بطاقة فتاة صغيرة

بالإضافة إلى كتيب قانون اللعبة.

### الشخصيات الأساسية في الإصدار الأصلي

#### المستذئبون
يستيقظون كل ليلة ويتفقون فيما بينهم على قتل أحد القروين، وفي النهار هم قرويون عاديون لهم الحق في الحديث بحرية وإبداء آرائهم وشكوكهم (المزعومة طبعا) وكذلك لهم الحق في التصويت مثل باقي القرويين واختيار من يتم إقصاؤه حتى لو كان ذئبا، مهمتهم إخفاء هويتهم ومغالطة القرويين ومخادعتهم حتى القضاء عليهم.
في هذا الإصدار لا توجد لدى الذئاب سوى قدرة القتل العادية ويطلق عليهم ذئاب (أو مستذئبون) عاديون، في حين أنه بالإصدارات اللاحقة ظهر مستذئبون بقدرات إضافية وهم: المستذئب الأبيض، الذئب الأب المُعـدِي، الذئب الشرير الكبير، والذئب المحتال.

#### القرويون البسطاء
يشكلون النسبة الكبيرة من سكان القرية وهم من دون قدرات مميزة، مهمتهم التعرف على الذئاب والقضاء عليها بواسطة التصويت، لكل قروي الحق في التصويت على من يشك بأنه ذئب ويحق له كذلك الترشح لمنصب العمدة والتصويت على انتخابه.
يجب على القروي البسيط اقناع الجميع بأنه ليس ذئبا ومساعدة رفاقه في كشف الذئاب وعدم تضليلهم بتصريحات خاطئة (كأن يقول أنا ذئب).

#### العرّافة
مـن القروييـن ومهمتها القضاء على الذئاب، تعتبـر قدرتهـا من أقوى القدرات وفقدانها يعني خسارة كبيرة للقرويـن، تتمثل ميزتهـا في أنها تستطيع كل ليلة معرفة هوية أحد سكان القرية، حيث يقوم المضيف بمناداتها أولا في كل ليلة وتختار لاعبا من بين اللاعبين لكي يقوم المضيف بإظهار هويته لها سرا، تستطيع العرافة كشف هوية جميع سكان القرية باستثناء الذئب المحتال الذي يظهر لها على أنه قروي عادي، وعلى العرافة أن لا تكشف هويتها في بداية اللعب لأنها ستكون هدف الذئاب في الليلة التالية، كما أنه يستحب حين تكشف هويتها أن يقوم المنقذ بحمايتها في الليلة الموالية.
يوجد نوع آخر وهو العرافة الثرثارة (لا يتم اللعب سوى بإحداهما) لها نفس قدرة العرافة العادية، وما يميزها أنه حين يكشف لها المضيف هوية اللاعب يقول: «العرافة الثرثارة تجسست على لاعب وهويته هي.....» ويقوم بذكر هويته للجميع دون أن يعرف اللاعبون الآخرون من هو هذا اللاعب بالتحديد.

#### الساحـرة
مـن القروييـن ومهمتها القضاء على الذئاب، ميزتها أنها تملك جرعتين سحريتيـن: واحـدة للإحياء والثانية للتسميـم بحيث يمكنها استخدام كـلا الجرعتين مرة واحدة فقط في المباراة، يقوم المضيف بمنادتها في الليل بعد أن يختار الذئاب ضحيتهم ويناموا ويعين لها الضحية في تلك الليلة ولهـا أن نحتار أحد ثلاث احتمالات:
- أن لا تفعل شيئـا وتترك الضحية يموت ويقصى من اللعبة.
- أن تعيد إحياء الضحية باستخدام جرعة الإحياء.
- أن تقتـل شخصا آخر شكت بأنه ذئب باستخدام جرعة التسميم.

حسب القواعد يمكن للساحرة استخدام الجرعتين معا في نفس الليلة، ويمكنها إحياء نفسها إن كانت ضحية الذئاب. الساحرة لا تقوم بعملها إلا ليلا ولايمكنها قتل أو إحياء أحد بالنهار، وبعد أن تستخدم جرعة الإحياء على المضيف أن لا يحدد لها ضحية الذئاب بعد ذلك، وبهذه الطريقة يمكن أن تستخدم جرعة التسميم (إن لم تستخدمها من قبل) على ضحية الذئاب بتلك الليلة فيذهب تأثيرهـا سدى.

#### الصياد
من القرويين ومهمته القضاء على الذئاب، وهو قروي بسيط ميزته الوحيدة أنه حين يتم قتله سواء في الليل (بواسطة الذئاب أو جرعة الساحرة) أو في النهار عن طريق التصويت له القدرة في أن يختار أحد اللاعبين للقضاء عليه بطلقة من بندقيته.
إذا كان الصياد أحد العاشقين الذين ربطهما الكيوبيد ومات عشيقه فإنه يموت كذلك وعليه أن يختار لاعبا يقتله ببندقيته.

#### الفتاة الصغيرة
من القروييـن ومهمتهـا كشف الذئاب والقضـاء عليهم، ميزتهـا أنه حيـن ينـادي المضيف الذئاب ليختاروا ضحيتهم بالليل يمكنهـا أن تفتح عينيهـا جزئيـا وتحاول رؤية الذئاب والإبلاغ عنهم في الصباح.
لا يجوز للفتاة الصغيرة فتح عينيها تماما كي لا يعتبرها الذئاب ذئبـا ويختلط عليهم الأمر، وإن حدث واكتشفها الذئاب وهي تتجسس أثنـاء عملهم فإن بوسعهم القضاء عليها سـرا بـدل ضحيتهم في تلك الليلة.

#### العمدة
من القرويين ومهمته القضاء على الذئاب، يتم اختياره بالتصويت من قبل القرويين في بداية اللعب وتأثيره أكثـر من غيره إذ لديه ميزتـان: تصويته يحسب ضعف التصويت العـادي، وفي حـالة تعادل عدد الأصوات حول من يتم إقصـاؤه فإن العمـدة هو من يختـار الذي يخرج، يمكن للعمدة أن يكون أيّ لاعب (بمـا في ذلك الذئـاب) وإن قتـل فإن بإمكـانه في آخر أنفاسه أن يعين خليفة له يصبح عمدة القرية.
إن لم يتم التوافق في التصويت على العمدة يتم تصويت ثـاني على اللاعبين الذين حصلوا على أكبر الأصوات وإن حدث التعادل مجددا فإن المضيف يختـار أحدهمـا ليكون العمدة (يسمى كذلك حكيم القرية).

#### الكيوبيد
خلال الدور التمهيدي (في الليل حيث يقوم المضيف بالمناداة على ذوي القدرات) ينادي المضيف على الكيوبيد ويطلب منه تفعيل قدرته وهي تعيين شخصين ليصبحا عشيقين بحيث إن مات أحدهما يموت الآخـر كذلك حزنـا، لا يعرف الكيوبيد ماهية الشخصين الذين يختارهما كعشيقين لذا يمكن أن يختار ذئبا وقرويـا وفي هذه الحالة ينشأ فريق ثالث مكون من هذين الشخصين مهمتهما القضاء على جميع اللاعبين (قروين وذئاب) ليتمكنوا من الفوز بالمباراة.
بعد أن يختـار الكيوبيد الشخصين (يمكن أن يكون هو أحدهما) يخلد إلى النوم ويقوم المضيف بهز اللاعبين هزا خفيفا وإعلامهما أنهما اخيرا ليكونـا عشيقين وأن عليهم اللعب معـا كفريق وترك فريقيهما الآخرين.

#### السارق
السارق تحدد هويته على حسب البطاقة المسروقة فقد يلعب مع القرويين أو يلعب مع الذئاب، يستيقظ قبل الجميع وحتى قبل الكيوبيد لانه قادر على سرقة أي دور من اللاعبين بعد السرقة ياخذ السارق الدور الذي سرقه اما الشخص المسروق يكمل اللعبة بشخصية قروي عادي حتى لو كان ذئب من قبل.
المقنع
من الذئاب وخدمته تخلص الساحرة بحيث إذا ماعلمت الساحرة في اللعبة يخرج ويخرجها من اللعبة

## روابط خارجية
- الموقع الرسمي
- موقع للعب اللعبة على الأنترنيت